# Andrew Fastow
Andrew Stuart Fastow (nacido el 22 de diciembre de 1961) es un delincuente convicto y ex financiero estadounidense que fue director financiero de Enron Corporation, una empresa de comercio de energía con sede en Houston (Texas), hasta que fue despedido poco antes de que la empresa se declarara en quiebra. Fastow fue una de las figuras clave detrás de la compleja red de entidades de propósito especial fuera de balance (sociedades limitadas que Enron controlaba) utilizadas para ocultar las enormes pérdidas de Enron en sus balances trimestrales. Al mantener ilegalmente participaciones personales en estas entidades fantasma aparentemente independientes, pudo defraudar a Enron decenas de millones de dólares.
La Comisión del Mercado de Valores de Estados Unidos abrió una investigación sobre su conducta y la de la empresa en 2001. Fastow fue condenado a seis años de prisión y finalmente cumplió cinco años por condenas relacionadas con estos actos. Su esposa, Lea Weingarten, también trabajó en Enron, donde era tesorera adjunta; se declaró culpable de conspiración para cometer fraude electrónico, conspiración para blanquear dinero y presentación de declaraciones de la renta fraudulentas, y fue condenada a 12 meses de prisión a pesar de un acuerdo con la fiscalía que proponía que cumpliera cinco meses de cárcel y 5 de arresto domiciliario.

## Primeros años y educación
Fastow nació en Washington D. C. Creció en New Providence, Nueva Jersey, hijo de Carl y Joan Fastow, judíos de clase media que trabajaban en el comercio minorista. Fastow se graduó en el instituto de New Providence, donde participó en el gobierno estudiantil, jugó en el equipo de tenis y tocó en la banda del instituto. Fue el único representante estudiantil en el Consejo de Educación del Estado de Nueva Jersey.
Fastow se licenció en Economía y Chino por la Universidad de Tufts en 1983. Allí conoció a su futura esposa, Lea Weingarten, hija de Miriam Hadar Weingarten (ex Miss Israel 1958), con la que se casó en 1984. Fastow y Weingarten obtuvieron MBA en la Universidad Northwestern y trabajaron para el banco Continental Illinois de Chicago. Tanto él como su esposa asistían a la Congregación Or Ami, una sinagoga conservadora de Houston donde él enseñaba hebreo.

## Carrera profesional
Durante su estancia en Continental, Fastow trabajó en los recién aparecidos "valores respaldados por activos". La práctica se extendió por todo el sector "porque proporciona una ventaja obvia para un banco", señalaba el Chicago Tribune. "Desplaza activos del balance del banco a la vez que crea ingresos". En 1984, Continental se convirtió en el mayor banco estadounidense en quiebra de la historia de Estados Unidos, hasta la quiebra de Washington Mutual en 2008.
Debido a su trabajo en Continental, Fastow fue contratado en 1990 por Jeffrey Skilling en la Enron Finance Corp. Fastow fue nombrado director financiero de Enron en 1998.

## Ascenso de Enron
La desregulación de los mercados energéticos estadounidenses a finales de los noventa brindó a Enron oportunidades comerciales, como comprar energía a productores baratos y venderla en mercados con precios flotantes. Andrew Fastow estaba familiarizado con el mercado y sabía cómo jugarlo a favor de Enron. Esto llamó rápidamente la atención del entonces director general de Enron Finance Corp Jeffrey Skilling. Skilling, junto con el fundador de Enron, Kenneth Lay, estaba constantemente preocupado por diversas formas de mantener al alza el precio de las acciones de la empresa, a pesar de su verdadera situación financiera.
Fastow diseñó una compleja red de empresas que únicamente hacían negocios con Enron, con el doble propósito de recaudar dinero para la empresa, y también de ocultar sus enormes pérdidas en sus balances trimestrales. De este modo, el balance auditado de Enron aparentaba estar libre de deudas, cuando en realidad debía más de 30.000 millones de dólares en el punto álgido de su endeudamiento. Aunque se presentaban al mundo exterior como entidades independientes, los fondos creados por Fastow debían amortizarse fuera de los libros de Enron y garantizaban no perder dinero. Sin embargo, el propio Fastow tenía una participación financiera personal en estos fondos, ya fuera directamente o a través de socios, entre ellos Michael Kopper.
Kopper, principal lugarteniente de Fastow, se declaró culpable de participar en una estafa con Fastow que defraudó muchos millones a los accionistas de Enron. Mientras defraudaba de esta forma a Enron, Fastow también descuidaba prácticas financieras básicas como la declaración del "efectivo en caja" y el pasivo total. Fastow presionó a algunos de los mayores bancos de inversión de Estados Unidos, como Merrill Lynch, Citibank y otros, para que invirtieran en sus fondos, amenazándoles con hacerles perder los futuros negocios de Enron si no lo hacían.

## Colapso
En agosto, Skilling, que había sido ascendido a Consejero Delegado de toda la empresa en febrero de 2001, dimitió abruptamente tras sólo seis meses, alegando motivos personales. Cuando los periodistas de The Wall Street Journal descubrieron que un "alto directivo" de Enron había vendido recientemente su participación en varias sociedades que habían hecho negocios con Enron, pensaron inicialmente que se trataba de Skilling. Sin embargo, el portavoz de Enron, Mark Palmer, reveló que el "alto directivo" era en realidad Fastow.
Después de que un antiguo ejecutivo de Enron filtrara al Journal una copia del memorándum de oferta de una de las sociedades de Fastow, LJM (nombre de la esposa y los dos hijos de Fastow), los periodistas bombardearon a Enron con más preguntas sobre las sociedades. El escrutinio se calmó tras los atentados del 11 de septiembre, pero se intensificó de nuevo dos semanas después con preguntas concretas sobre cuánto había ganado Fastow con LJM. Esto culminó en una serie de artículos que aparecieron en el Journal a mediados de octubre en los que se detallaban las "enojosas cuestiones de conflicto de intereses" sobre las asociaciones, así como las enormes ganancias que había obtenido de ellas.
El 23 de octubre, durante una conferencia telefónica con dos directores delegados por el consejo, Fastow reveló que había ganado un total de 45 millones de dólares por su trabajo con LJM, un total asombroso, ya que afirmaba no dedicar más de tres horas a la semana al trabajo con LJM. El 24 de octubre, varios bancos comunicaron a Enron que no concederían préstamos a la empresa mientras Fastow siguiera siendo director financiero. El peso combinado de estas revelaciones llevó al consejo de administración a aceptar la recomendación de Lay de destituir a Fastow como director financiero el 25 de octubre, sustituyéndolo por el jefe de mercados industriales y extesorero Jeff McMahon, que quedó oficialmente en excedencia, aunque el consejo determinó posteriormente que tenía motivos para despedirlo por causa justificada.
Más tarde se reveló que Fastow había estado tan centrado en la creación de SPE que había descuidado los aspectos más rudimentarios de las finanzas corporativas. Bajo su supervisión, Enron se limitaba a operar trimestralmente. Fastow nunca puso en marcha procedimientos para hacer un seguimiento de la tesorería de la empresa o de los vencimientos de deuda. Como resultado, McMahon y un "equipo SWAT financiero" reunido tras la destitución de Fastow descubrieron que Enron casi no tenía liquidez.
El método de Fastow para ocultar pérdidas fue tan eficaz que el año antes de que Enron se declarara en quiebra, las acciones de Enron alcanzaron un máximo histórico de 90 dólares. Resultó que la empresa ya iba camino del colapso financiero, hasta el punto de que se vio obligada a buscar una fusión con su rival Dynegy. Para entonces, la situación financiera de Enron había empeorado tan rápidamente que la perspectiva de la fusión con Dynegy era lo único que la mantenía con vida. Dynegy rompió el acuerdo de fusión el 28 de noviembre, en parte debido a los problemas de liquidez revelados tras la destitución de Fastow, y Enron se declaró en quiebra tres días después. Para entonces, las acciones de Enron se habían reducido a 40 céntimos por acción, pero no antes de que a muchos empleados se les hubiera dicho que invirtieran sus ahorros para la jubilación en acciones de Enron.

## Sentencia y encarcelamiento
El 31 de octubre de 2002, Fastow fue acusado por un gran jurado federal de Houston (Texas) de 78 cargos, entre ellos fraude, blanqueo de dinero y conspiración. El 14 de enero de 2004, se declaró culpable de dos cargos de fraude electrónico y de valores, y aceptó cumplir una condena de diez años de prisión. También aceptó convertirse en informador y cooperar con las autoridades federales en el procesamiento de otros antiguos ejecutivos de Enron para recibir una sentencia reducida.
Tras llegar a un acuerdo de culpabilidad con una pena máxima de 10 años de prisión y la confiscación de 23,8 millones de dólares en activos, el 26 de septiembre de 2006, Fastow fue condenado a seis años de prisión, seguidos de dos años de libertad condicional. El juez de distrito Ken Hoyt consideró que Fastow merecía clemencia por su cooperación con la fiscalía en varios juicios civiles y penales contra antiguos empleados de Enron. Hoyt recomendó que la sentencia de Fastow se cumpliera en la Institución Correccional Federal de baja seguridad de Bastrop, Texas. Fastow fue encarcelado en el Campo de Prisiones Federales cerca de Pollock, Luisiana. El 18 de mayo de 2011, Fastow fue puesto en libertad en un centro de reinserción social de Houston para cumplir el resto de su condena.
El 6 de mayo de 2004, su esposa, Lea Fastow, extesorera adjunta de Enron, se declaró culpable de un cargo fiscal y fue condenada a un año en una prisión federal de Houston, y a un año adicional de libertad supervisada. Fue puesta en libertad en un centro de reinserción social el 8 de julio de 2005.

## Vida después de la cárcel
Poco después de su puesta en libertad, el 16 de diciembre de 2011, comenzó a trabajar como empleado de revisión de documentos para el bufete de abogados Smyser Kaplan Veselka LLP en Houston.

### Conferencias
Desde su puesta en libertad, Fastow ha trabajado en el circuito de conferencias públicas con presentaciones sobre ética y negocios. En uno de esos discursos, Fastow relata sus delitos en Enron y reflexiona sobre su culpabilidad:
"Encontré todas las formas posibles de cumplir técnicamente las normas (contables)... Pero lo que hice fue poco ético y carente de principios. Y causó daño a la gente. Por eso, merecía ir a la cárcel".
En marzo de 2012, Fastow habló sobre ética a los estudiantes de la Escuela de Negocios Leeds de la Universidad de Colorado en Boulder.
En junio de 2013, Fastow se dirigió a más de 2000 profesionales de la lucha contra el fraude en la 24.ª Conferencia Anual sobre Fraude Global de la ACFE (Association of Certified Fraud Examiners).
En abril de 2014, Fastow habló en la Universidad de Miami en Oxford, Ohio, sobre ética empresarial.
En febrero de 2015, habló en: la Universidad de Santo Tomás, la Universidad de Minnesota, la Universidad de Texas (campus de Austin), el Bauer College of Business de la Universidad de Houston, la Facultad de Contabilidad Leventhal de la Universidad del Sur de California y la Facultad de Contabilidad de la Universidad de Misuri.
En abril de 2016, marzo de 2017, marzo de 2018 y marzo de 2019, Fastow habló en la Ivey Business School. El Centro de Ética de la Universidad de Tampa le acogió en octubre de 2017. En marzo de 2022, el National Investor Relations Institute New York Chapter acogió a Fastow como ponente invitado para un debate sobre ética empresarial, y la ambigüedad y complejidad de las leyes y reglamentos.

### Inversión en KeenCorp
Fastow se convirtió en director e inversor en KeenCorp en 2016. KeenCorp es una empresa con sede en los Países Bajos que ofrece productos de análisis e inteligencia artificial que monitorizan el "flujo de trabajo diario": Correos electrónicos, chats de Microsoft Teams, Google Suite y Slack" con el fin de analizar el sentimiento y el compromiso de los empleados.
En un principio, Fastow se puso en contacto con KeenCorp cuando la empresa estaba probando su software utilizando una base de datos digital de correos electrónicos de Enron.

### En los medios
Se han escrito varios libros sobre Enron y Fastow.
En 2003, Fastow ocupó un lugar destacado en 24 Días: How Two Wall Street Journal Reporters Uncovered the Lies that Destroyed Faith in Corporate America (24 días: cómo dos reporteros del Wall Street Journal descubrieron las mentiras que destruyeron la fe en la América empresarial), escrito por Rebecca Smith y John R. Emshwiller, los reporteros que publicaron algunas de las noticias clave de la saga. En sus palabras, describían a Fastow como "un gritón que negociaba mediante la intimidación y la diatriba".
También en 2003, Bethany McLean y Peter Elkind escribieron el libro The Smartest Guys in the Room: The Amazing Rise and Scandalous Fall of Enron ISBN 1-59184-008-2. En 2005, el libro se convirtió en un documental: Enron: The Smartest Guys in the Room.
En 2005, Conspiracy of Fools, de Kurt Eichenwald, presenta a Fastow como antagonista del libro.
En 2009, la obra de teatro Enron, de Lucy Prebble, incluye a Fastow como protagonista.